# 킹왕짱 (텔레비전 프로그램)
킹왕짱은 YTN 사이언스에서 2014년 9월 19일부터 2015년 1월 16일까지 매주 금요일 저녁 6시에 방송했던 중학생, 고등학생 대상 청소년 과학 퀴즈 쇼 프로그램이며, 퀴즈 킹왕짱 시리즈의 시즌 1으로, 부제목은 우리 학교 퀴즈왕 킹왕짱, 사이언스 퀴즈 킹왕짱, 퀴즈 킹왕짱, 퀴즈 킹왕짱 1이다.

## MC
- 박석원, 김명지

## 역대 출연 학교
※ 역대 출연 학교 중 중학교 출연 비율은 80%, 고등학교 출연 비율은 20%였으며, 역사상 남녀공학 학교와 남학교만 출연했고, 여학교는 출연하지 않았다.
- 1회 : 동마중학교

방송일 : 2014년 9월 19일
- 2회 : 건국대학교 사범대학 부속고등학교

방송일 : 2014년 9월 26일
- 3회 : 양진중학교

방송일 : 2014년 10월 3일
- 4회 : 광남중학교

방송일 : 2014년 10월 10일
- 5회 : 함현중학교

방송일 : 2014년 10월 17일
- 6회 : 한국과학영재학교

방송일 : 2014년 10월 24일
- 7회 : 보평고등학교

방송일 : 2014년 10월 31일
- 8회 : 석천중학교

방송일 : 2014년 11월 7일
- 9회 : 운암고등학교

방송일 : 2014년 11월 14일
- 10회 : 천보중학교

방송일 : 2014년 11월 21일
- 11회 : 해솔중학교

방송일 : 2014년 11월 28일
- 12회 : 인창고등학교

방송일 : 2014년 12월 5일
- 13회 : 교문중학교

방송일 : 2014년 12월 12일
- 14회 : 삼선중학교

방송일 : 2014년 12월 19일
- 15회 : 연희중학교

방송일 : 2014년 12월 26일
- 16회 : 상암중학교

방송일 : 2015년 1월 2일
- 17회 : 증산중학교

방송일 : 2015년 1월 9일
- 18회 : 연서중학교

방송일 : 2015년 1월 16일

## 특징
고등학생만을 대상으로 한 퀴즈 쇼 프로그램인 "도전! 골든벨", "장학퀴즈 학교에 가다"와 비슷하게 매회마다 각각 한 곳의 중학교와 고등학교만 출연하여 퀴즈를 진행했다.